# Abbaye de Mellifont
L'abbaye de Mellifont (en Irlandais An Mhainistir Mhór, littéralement la grande abbaye) est la première abbaye cistercienne construite en Irlande. Très prolifique avec trente-huit abbayes filles toutes situées en Irlande, elle entre au XIIe siècle en conflit avec les abbayes anglaises, à cause de différends nationaux. En 1539, elle est supprimée par la dissolution des monastères. En 1938, elle est rétablie.

## Histoire

### Origines et fondation
Mellifont est fondée en 1142 par des moines venant de Clairvaux, sur invitation de saint Malachie, archevêque d'Armagh. Celui-ci, en voyage vers Rome, était en effet passé par Clairvaux et avait admiré la vie austère des cisterciens ; voulant s'en inspirer et se faire moine dans l'abbaye champenoise, il s'était vu proposer par le pape de favoriser l'émergence du monachisme cistercien dans son pays d'origine.
L'abbaye se trouve au bord de la rivière Mattock, à une dizaine de kilomètres de Drogheda ; l'emplacement, choisi par Malachie, était volontairement éloigné des espaces de chasse seigneuriaux pour éviter les conflits, mais proche des centres du pouvoir du royaume d'Airgíalla, afin de s'assurer de la protection du souverain.
La première église abbatiale est consacrée en 1157.

### Moyen Âge
L'abbaye de Mellifont est devenue un modèle pour les autres abbayes cisterciennes construites en Irlande, de par son architecture directement inspirée de Clairvaux en France. La consécration de l'église abbatiale eut lieu en 1157. Suivant le système de filiation propre à l'ordre cistercien Mellifont fonde, directement et indirectement, trente-huit abbayes-filles en Irlande.

#### La confrontation entre Mellifont et l'Angleterre

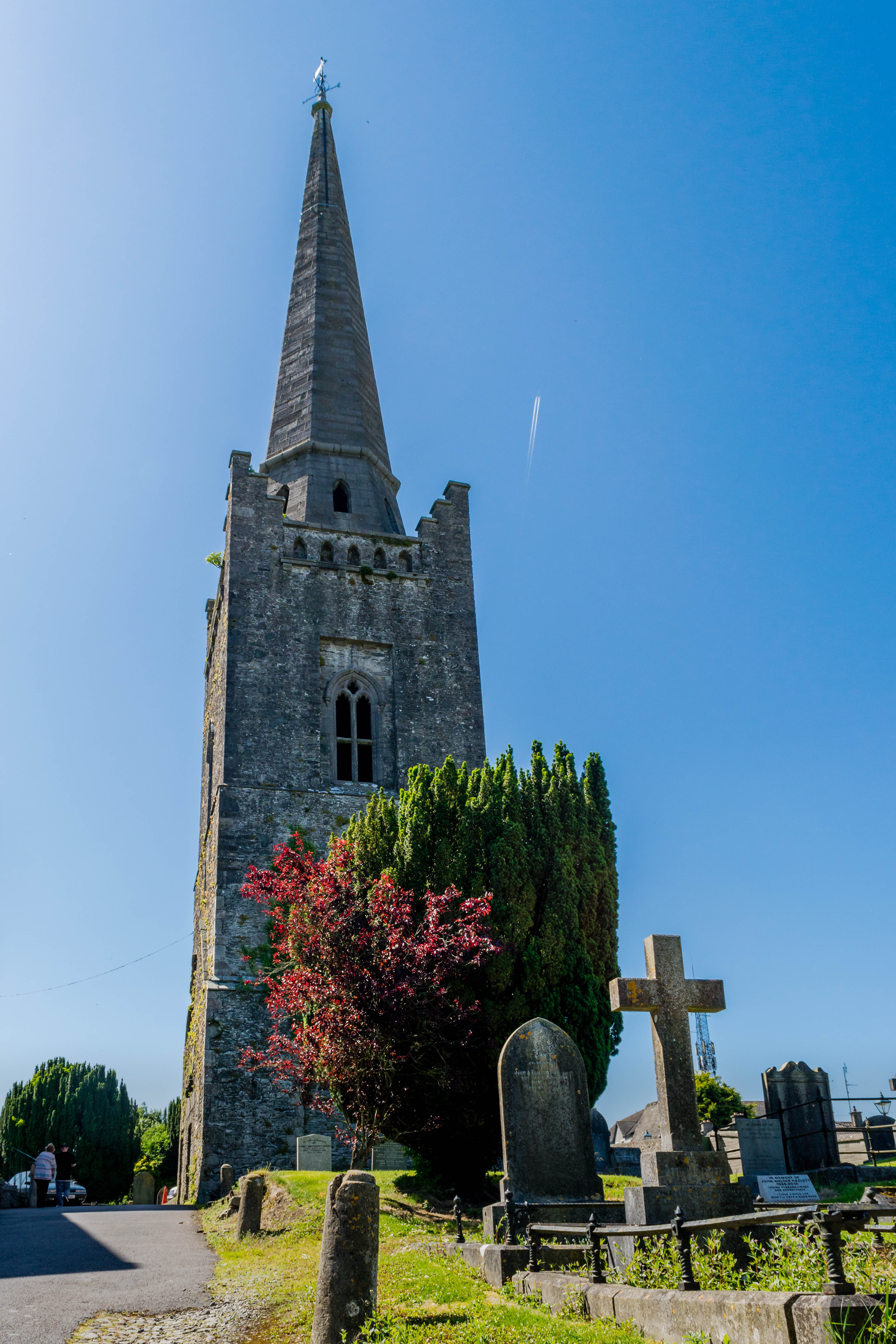
Lieux où s'est tenu le synode de Kells : Kells (église Saint-Colomban)...

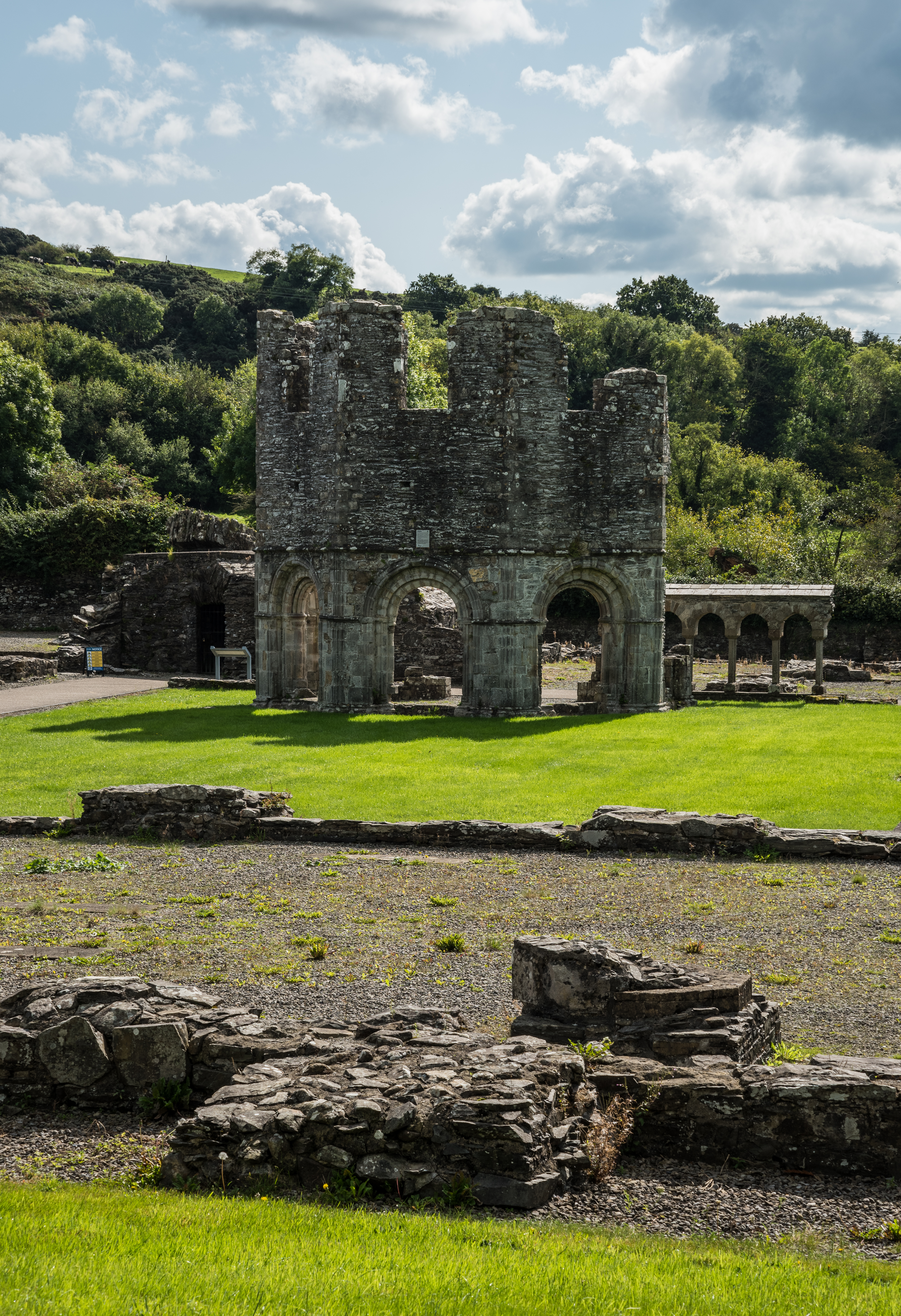
... et Mellifont (site des vestiges de l'abbaye de Mellifont).

Les premiers moines sont pour partie irlandais et issus de la région environnante, et pour partie venus de Clairvaux pour apprendre la règle cistercienne aux autochtones. Mais les relations entre ces deux groupes se détériorent rapidement au sein de la communauté monastique ; de la même manière, une certaine défiance apparaît entre d'une part les abbayes irlandaises directement issues du rayonnement de Mellifont et d'autre part les abbayes dépendant de monastères de Grande-Bretagne, dont l'établissement avait été rendu possible par l'invasion normande de l'Irlande : Tinternparva, dépendant de l'abbaye galloise de Tintern ; Grey, fille de Holmcultram, en Angleterre ; Inch, fondée par l'abbaye anglaise de Calder ; Abingdon, relevant de Furness ; Duiske, de la filiation de Stanley ; enfin Sainte-Marie de Dublin et ses deux abbayes filles, issues de l'importante filiation de l'abbaye normande de Savigny, et Macosquin, directement fondée par Morimond. L'autonomie relative, permise par le système de filiation, dont jouissent les établissements cisterciens les uns par rapport aux autres, permet à Mellifont d'asseoir sa suprématie sur toutes les autres abbayes irlandaises.
Un important synode a lieu en 1152 à Mellifont ; on le nomme habituellement le synode de Kells-Mellifont. Ses minutes sont rassemblées dans les Annales des quatre maîtres. Le synode est dirigé par le légat du pape Eugène III, le cardinal Johannès Papiron. il rassemble autour de l'évêque d'Armagh successeur de Saint Patrick et des évêques d'Irlande trois cents ecclésiastiques, moines et chanoines. Il divise l'Irlande en quatre archevêchés : Armagh, Cashel, Tuam et Dublin. Il condamne la simonie ainsi que les prêtres vivant en concubinage.
Cinquante années plus tard, en 1200, un abbé de Mellifont, afin de réformer les mœurs des religieux, s'associe avec le pouvoir anglais ; il est aussitôt déposé par ses moines. En 1227, le Chapitre général cistercien, inquiet des velléités d’indépendance manifesté par les établissements irlandais, nomme des visiteurs chargés de faire un rapport sur le cistercianisme de l'île. L'abbé de Mellifont ainsi que celui de cinq autres monastères est impliqué dans la sédition connue sous le nom de « conspiration de Mellifont », durant laquelle les visiteurs sont chahutés et outragés.

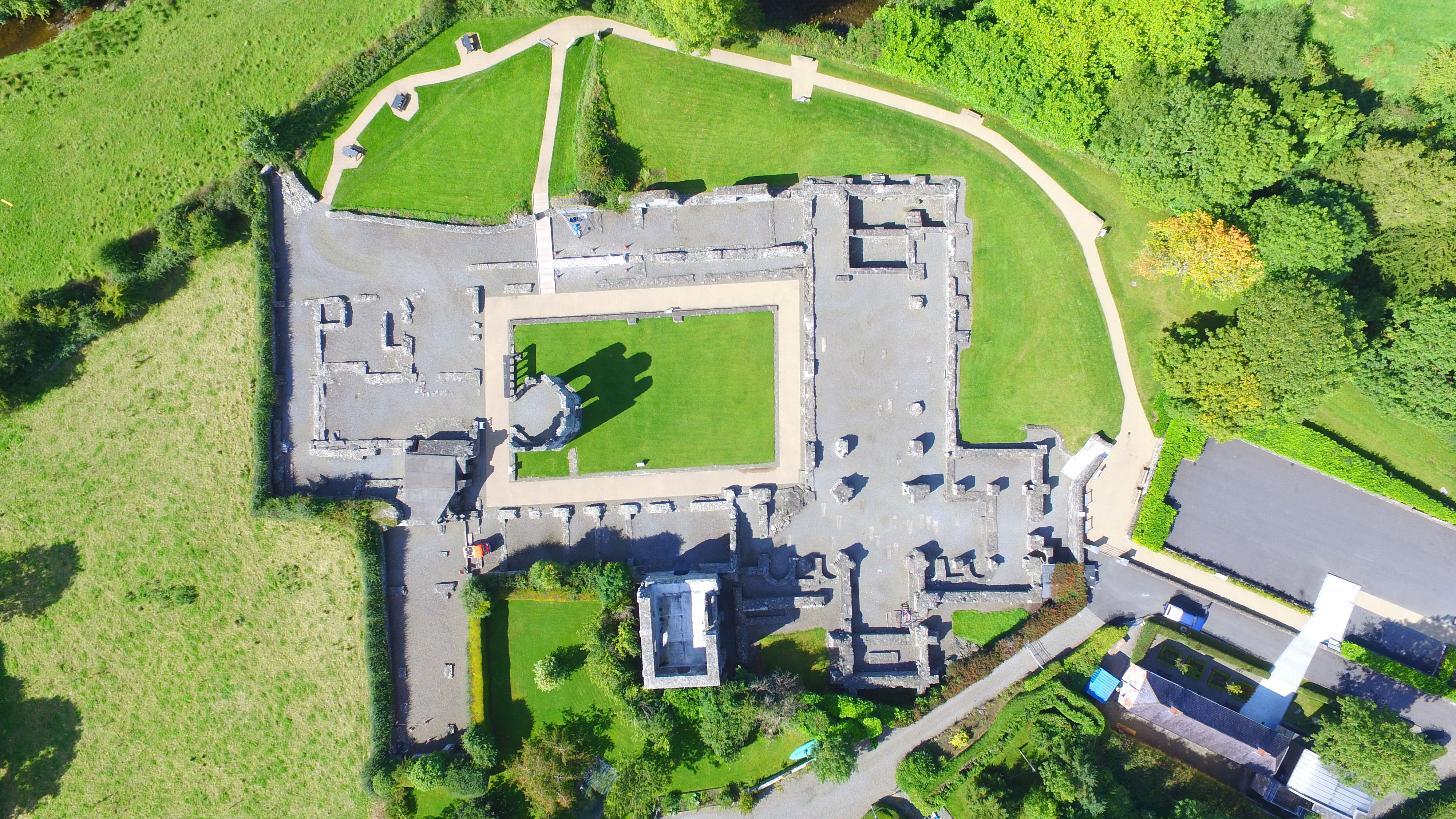
Ruines de l'abbaye. L'église abbatiale est visible sur la droite, du chœur vers l'entrée. Le lavabo, sur la gauche du cloître, est quasiment le seul élément en partie debout.

### La dissolution et la ruine
Mellifont reste la plus grande abbaye de l'île jusqu'à sa fermeture en 1539 lors de la dissolution des ordres religieux par Henri VIII. Fait rare parmi les abbayes britanniques et même européennes, l'abbaye compte encore cent cinquante moines en 1539.
Après la dissolution, l'abbaye devient une maison fortifiée.
Guillaume d'Orange utilisa l'abbaye de Mellifont comme quartier général pendant la bataille de la Boyne en 1690.

### La renaissance trappiste

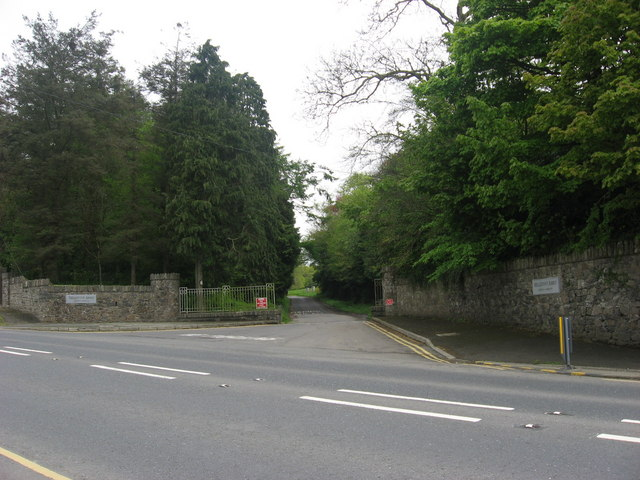
Le portail d'entrée de la nouvelle abbaye.

Aujourd'hui, l'abbaye médiévale est en ruines. Il ne reste que peu de choses de l'édifice à part un lavabo érigé au XIIIe siècle, quelques arches de style roman et la salle capitulaire datant du XIVe siècle.
En revanche, à environ cinq kilomètres de l'ancien édifice, au lieudit « Oriel Temple », une nouvelle communauté s'établit en 1938. Il s'agit d'un groupe de moines trappistes venant de Mount Melleray, également en Irlande ; sous la houlette de l'abbé Celsus O'Connell, le petit prieuré ainsi formé est érigé en abbaye le 21 novembre 1945, le jour de la consécration de la nouvelle église provisoire. Le 21 juillet 1957, lors de la célébration du huitième centenaire de la consécration de l'abbatiale de Mellifont, en présence de nombreuses personnalités dont le président d'Irlande, Seán T. O'Kelly, la première pierre de la nouvelle abbatiale est posée.

## L'abbaye ancienne

### Église abbatiale

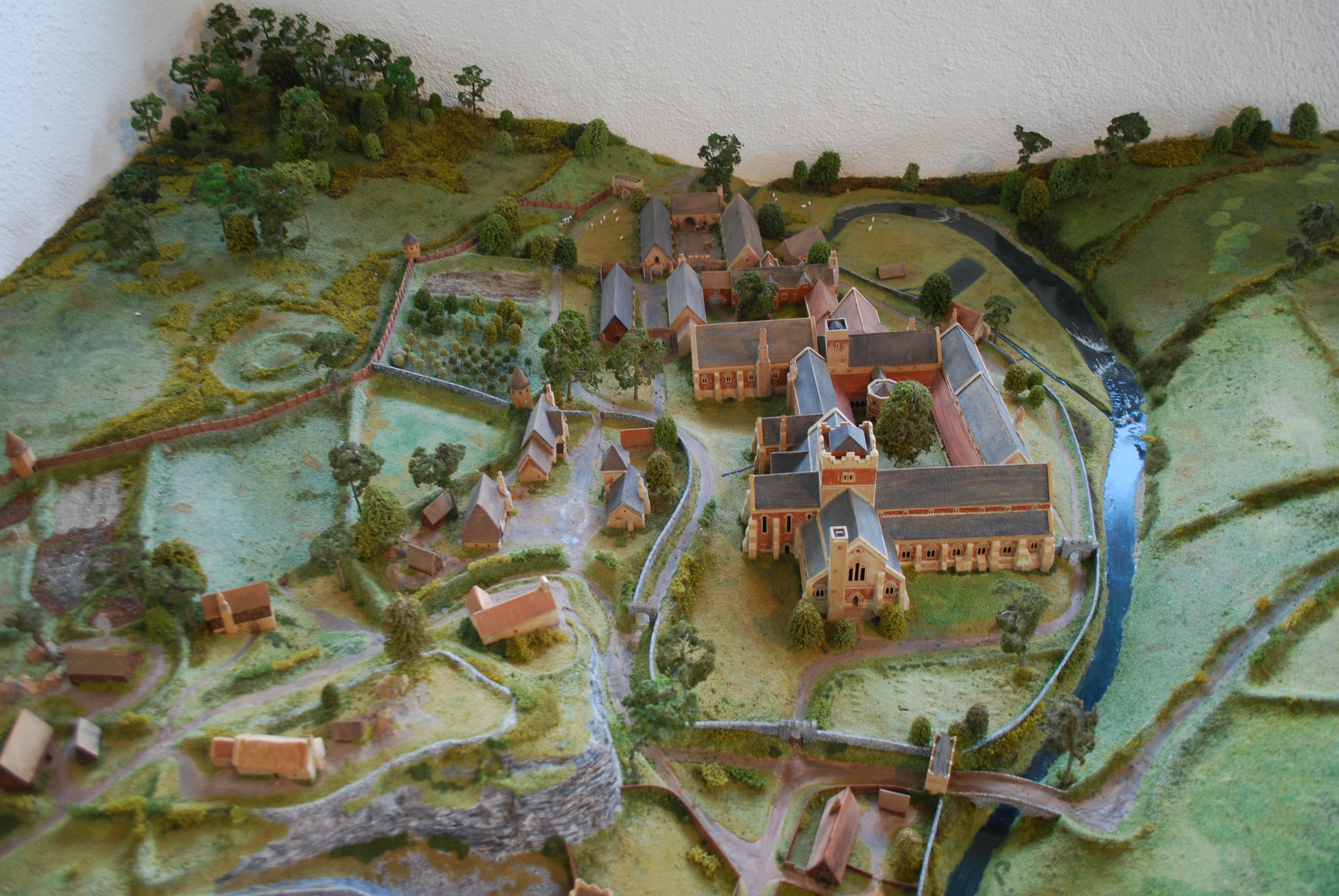
Maquette reconstituant l'abbaye de Mellifont dans son état médiéval.

L'architecture irlandaise (en), assez vivace dans son expression, a été relativement figée par l'arrivée de l'art cistercien et la rigueur de sa conception. Mais l'inverse est également vrai, et les abbayes cisterciennes irlandaises ont subi une influence locale déterminante, visible en particulier dans l'ornementation sculpturale et dans les motifs du pavement, visibles en particulier dans la salle capitulaire.
Outre l'ornementation, les églises cisterciennes irlandaises, imitant en cela Mellifont, se distinguent du modèle général cistercien par leur refus d'un modèle importé : le gothique est vu comme une technique étrangère et imposée, à laquelle les architectes du cru préfèrent donc le roman, dont la technique est estimée suffisamment inculturée pour être acceptée. En outre, l'austérité cistercienne prônant l'absence de clocher ou du moins sa réduction à un clocheton est inadmissible ; Mellifont est ainsi dotée d'un clocher massif à base carrée.
L'église abbatiale n'est jamais rebâtie ; néanmoins, confrontés à l'important accroissement progressif de l'abbaye, les différents abbés de Mellifont la font successivement agrandir, notamment aux XIVe et XVe siècles.

### Cloître et bâtiments conventuels
De même que l'église, les bâtiments du cloître sont restaurés et agrandis aux XIVe et XVe siècles. Le seul élément encore à peu près intact de l'abbaye au XXIe siècle est le lavabo, construit dans le cloître à l'opposé de l'église, juste à côté du réfectoire ; ce bâtiment octogonal à double étage, doté d'une fontaine, permettait aux moines de faire leurs ablutions avant de passer à table.